# Roda JC
Roda JC este un club de fotbal din Kerkrade, Țările de Jos, care joacă în Eerste Divisie.

## Legături externe

Istoria formării echipei Roda JC.